# José Luis Balbín Meana
José Luis Balbín Meana   (Pravia, 19 d'agost de 1940 - Madrid, 22 de juny de 2022) fou un periodista espanyol que treballà en diversos mitjans de comunicació. El 2015 va ser guardonat amb el Premi Nacional de Televisió 2015, atorgat pel Ministeri d'Educació, Cultura i Esport d'Espanya.

## Trajectòria professional
El seu moment de major popularitat va coincidir amb l'emissió del programa La clave en la seva primera etapa, entre 1976 i 1985, a Televisió Espanyola. Per aquest programa va rebre el Fotogramas de Plata 1979 al Millor intèrpret de televisió.
Va arribar a ser Director d'Informatius entre 1982 i 1983, després del nomenament de José María Calviño com a Director d'RTVE. No obstant això, va ser destituït pocs mesos després. Després d'una sèrie de pressions per part del govern socialista, que presidia Felipe González, el programa va ser clausurat i Balbín va derivar gradualment cap a posicions clarament enfrontades amb el govern d'aquells anys. En aquest moment va centrar la seva activitat professional en el món de la ràdio, on triomfa amb l'espai Hora cero, d'Antena 3 Radio.
En 1990 torna a la televisió, de nou amb el seu mític espai de debat La clave, encara que en aquesta ocasió a Antena 3 Televisió. El programa es manté fins a 1993. En 1994, en la mateixa cadena, condueix un espai d'entrevistes, La senda.
Va treballar en el diari Pueblo i fou col·laborador del setmanari Interviú.
En 1994, després del tancament de Antena 3 Radio, es trasllada a la cadena COPE, incorporant-se com a membre de la tertúlia del programa La linterna, que dirigia Luis Herrero durant anys es mantindria com a col·laborador de la cadena, primer en la ja esmentada La linterna i, a partir de 1998, a La Mañana.
El 1998 torna a TVE amb el programa Las claves en el qual entrevista grans personatges espanyols i estrangers. El programa es va emetre des de setembre de 1998 fins a abril de 1999.
En 1999 va ser nomenat director del setmanari d'informació general Artículo 20, editat per l'empresa Ediciones Tesla, S. a. La revista va tancar pocs mesos després de la seva arribada, el gener de 2000, després d'una vaga celebrada al desembre en la qual segons l'empresa editora fins i tot es van llançar ous al director de la publicació. Edicions Tesla va sol·licitar un expedient de regulació d'ocupació.
Al novembre de 2000, va fundar el setmanari d'informació general La Clave, del qual va ser director des dels seus inicis fins al seu tancament definitiu al juliol de 2008.